# Le passé se venge
Pour plus de détails, voir Fiche technique et Distribution.
Le passé se venge (The Crooked Way) est un film américain réalisé par Robert Florey, sorti en 1949.

## Synopsis
Eddie Rice, un héros de guerre, est amnésique. Peu à peu, la mémoire lui revient, et il découvre qu'il a été un gangster recherché.

## Fiche technique
- Titre original : The Crooked Way
- Titre français : Le passé se venge
- Réalisation : Robert Florey
- Scénario : Richard H. Landau[1] d'après la pièce radiophonique No Blade Too Sharp de Robert Monroe
- Décors : Van Nest Polglase
- Photographie : John Alton
- Son : Max Hutchinson
- Montage : Frank Sullivan
- Musique : Louis Forbes[2]
- Production : Benedict Bogeaus
- Société de production : La Brea Productions Inc (Benedict Bogeaus Production)
- Pays d'origine :  États-Unis
- Format : Noir et blanc - 35 mm - 1,37:1 - Mono
- Genre : Film noir
- Durée : 90 minutes
- Date de sortie : États-Unis, 22 avril 1949

## Distribution
- John Payne : Eddie Rice / Eddie Riccardi
- Sonny Tufts : Vince Alexander
- Ellen Drew : Nina Martin
- Rhys Williams : le lieutenant Joe Williams
- Percy Helton : Petey
- John Doucette : Sgt. Barrett
- Charles Evans : Capitaine Anderson
- John Harmon : Kelly
- Don Haggerty : un gangster
- Greta Granstedt : Hazel Downs
- Raymond Largay : Arthur Stacey, M.D.
- Harry Bronson : Danny
- Hal Baylor : Coke
- Jack Overman : un gangster
- Crane Whitley : le docteur Kemble
- Garry Owen : l'homme des pompes funèbres
- Chet Brandenburg : un client au restau / un passant dans la rue
- Frank Cady : Barnes - un client au bar
- Lester Dorr : le chauffeur de taxi
- Ross Elliott : le coroner
- Esther Howard : la patronne de l'hôtel
- Thomas Martin : le barman du casino
- Barbara Pepper : la patronne du stand de tir
- Snub Pollard : un vendeur de journaux
- Syd Saylor : un vendeur
- Charles Ferguson : un joueur de roulette
- Tommy Ferguson : un client de la maison de jeu
- Eddie Foster : l'homme qui cache Petey
- Sumner Getchell : l'homme avec Nina au bar
- Al Hill : un chauffeur de taxi
- Mike Lally : le croupier à la roulette
- Vera Marshe : la blonde qui cherche un job
- Frank Richards : Nick - l'agent de caution
- Charles Sullivan : le proprio du stand de hamburger